# Dolomedes paroculus
Dolomedes paroculus là một loài nhện trong họ Pisauridae.
Loài này thuộc chi Dolomedes. Dolomedes paroculus được Eugène Simon miêu tả năm 1901.